# Klockgentiana
Klockgentiana (Gentiana pneumonanthe) är en flerårig ört i familjen gentianaväxter. Den mäter 10–40 cm och förekommer i Europa och västra Sibirien.

## Utseende

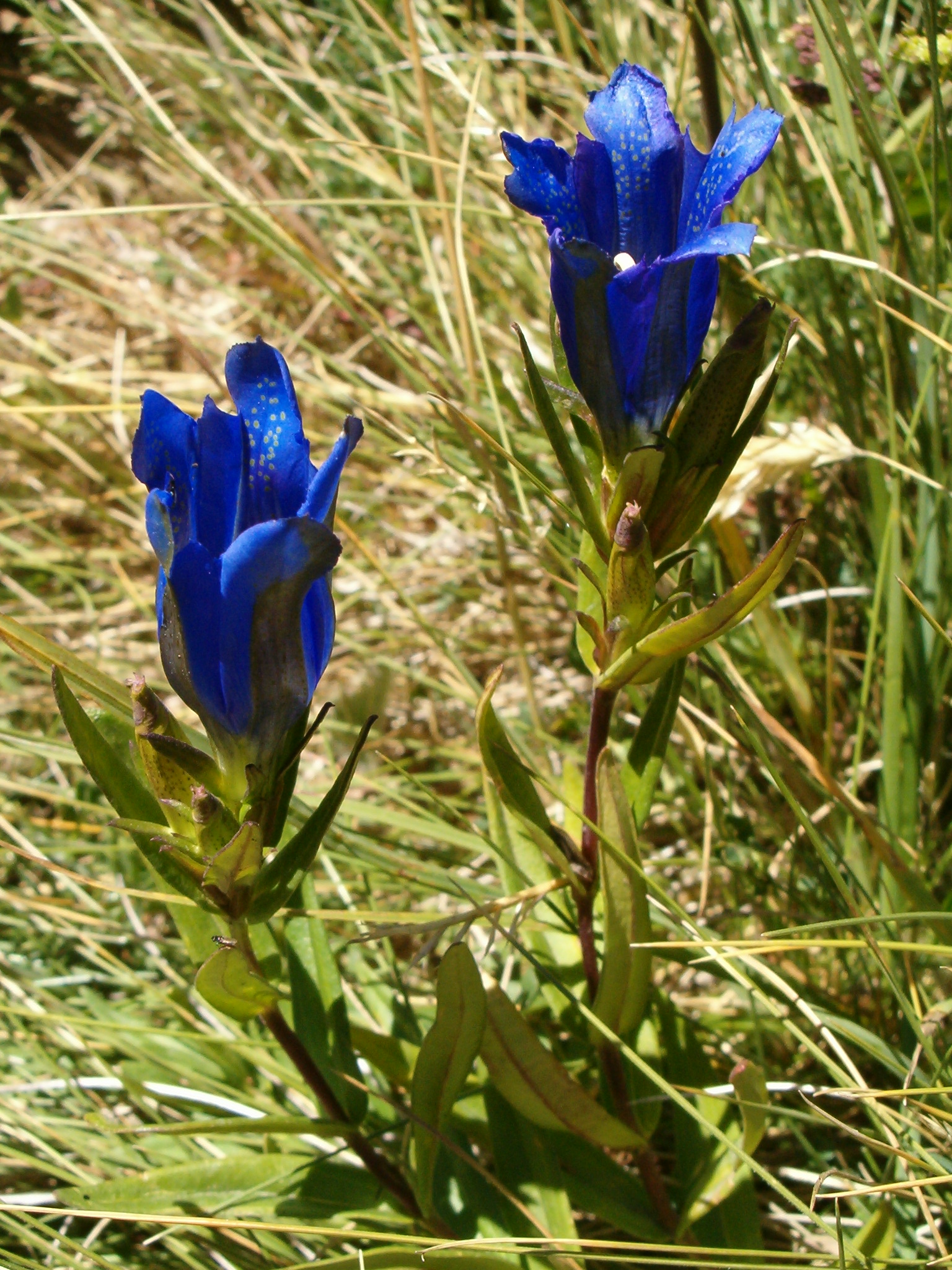
Klockgentianans blå blommor.

Klockgentianan är en perenn ört som blir 15 till 40 centimeter. I träda kan den också nå höjder på upp till 1 meter. Skaftet är upprätt. Det enkla stjälken är max 8 millimeter och lansettlik. Beroende på växtzon är blomningsperioden från juni till oktober. Den har en till flera blommor per stjälk och om de är flerblommiga, så har den en till tre blommor i spetsen av stjälken. De fem kronbladen är sammansmälta i en klockform. Den djupblå kronan är 2 till 5 centimeter lång och kan ha fem grönaktiga längsgående ränder.

## Utbredning
Klockgentiana förekommer över stora delar av Europa, tempererade områden i Asien och delar av Kaukasusregionen. I Centraleuropa förekommer den upp till 1200 meters höjd.

### I Sverige
I västra Värmland finns Natura 2000-området Bergs klätt på en gräns där sydliga och nordliga växter och djur möts. Detta är den nordligaste kända plats där Klockgentiana växer.

## Ekologi

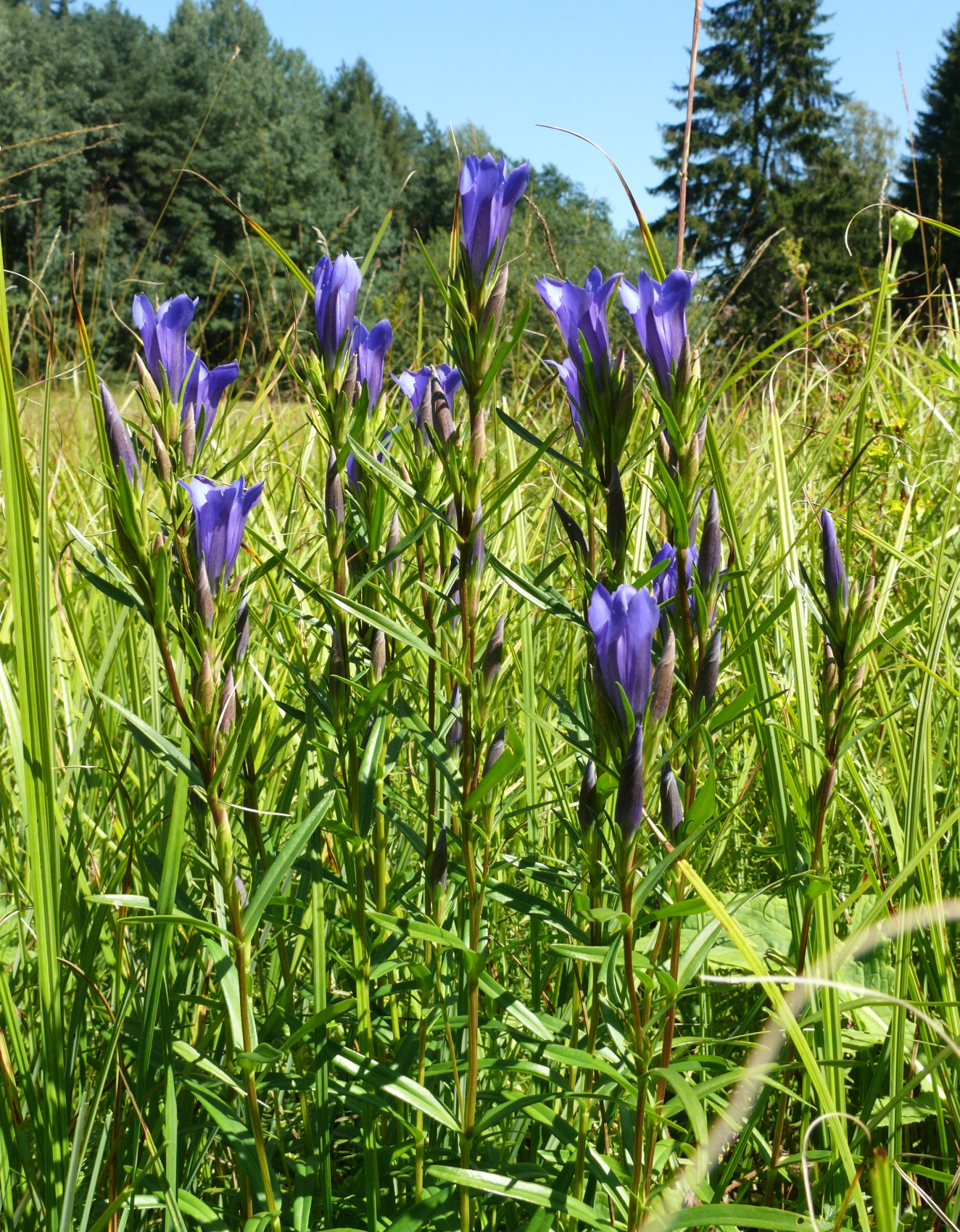
Klockgentiana växer i fuktiga habitat.

Växten behöver öppna jordytor utan vegetation för att sätta frö. Lunggentianan trivs vanligtvis på sandig eller torvig, måttligt sur till neutrala jordar. Växtplatsen är ofta näringsfattiga och med varierande väta, som strandängar, våtängar och fuktig hedmark, från lågland till bergsområden.
Den är värdväxt för fjärilen alkonblåvinge. Fjärilens yngre larver lever monofagt på klockgentianan. Äldre larver dras sedan in i sina bon av myror i släktet Myrmica, som lockas av sockersaft och feromoner, där matas larverna av myrorna tills de förpuppas.

## Hot och status
På grund av intensifieringen av gräsmarksodlingen och dräneringen av blöta ängar och hedar är klockgentiana starkt hotad.
I Sverige var klockgentiana vanligare när man hade mycket utmarksbete och ljunghedar, vilka senare har vuxit igen och det finns mer skog än tidigare. Klockgentiana är idag rödlistad.